# Аоханы
Аоха́ны (монг. Аохан, Уухан) — один из монгольских этносов, проживающих на территории Внутренней Монголии. Потомки древних ухуаней.

## История
Аоханы имеют общее происхождение с монгольским родом уухан. Во времена реставрации династии Северная Юань после восшествия на престол Даян-хана аоханы вошли в состав чахарского тумэна. В состав чахарского тумэна входили авга, авганары, аоханы, дауры, дурбэн-хухэты (дурбэты), хэшигтэны, му-мянганы, найманы, оннигуты, хучиты, суниты, узумчины, а также ураты. Входившие в состав чахарского тумэна аоханы пользовались как своим исконным названием, так и общим названием чахары.
В XVI веке на территорию современного округа Чифэн Внутренней Монголии откочевал потомок Чингисхана в 18-м поколении, поэтому местных монголов уважительно называли «аохан» («старшие», «почтенные»). Когда в первой половине XVII века монголы покорились маньчжурам, то последние ввели среди монголов свою восьмизнамённая систему, и местные монголы были объединены в «знамя» (по-монгольски — хошун). Так как глава хошуна был дзасаком («владетельным князем»), то этот хошун часто называли не «Аохан», а «Дзасак». В 1911 году он был разделён на Дзасак-Юици (扎萨克右翼旗, «Знамя дзасачного правого крыла») и Дзасак-Цзоици (扎萨克右翼旗, «Знамя дзасачного левого крыла»).
В 1922 году из хошуна Дзасак-Юици был выделен третий хошун — Дзасак-Наньци (扎萨克南旗, «Южное дзасачное знамя»); при этом хошунные структуры управляли только монголами, а оседлое китайское население этих мест администрировалось через параллельно существовавшие структуры уезда Цзяньпин (建平县). В 1937 году из уезда Цзяньпин был выделен уезд Синьхуэй (新惠县). В 1940 году структуры уездов и хошунов были слиты в единый хошун Аохан-Ци.
В 1945 году уезд Синьхуэй был создан вновь, а в 1946 году он был разделён на уезды Синьхуэй и Синьдун (新东县), которые, однако, в 1948 году были вновь слиты в уезд Синьхуэй. В 1949 году уезд был ликвидирован, и остался только хошун Аохан-Ци, подчинённый провинции Жэхэ.
В декабре 1955 года провинция Жэхэ была расформирована, и хошун Аохан-Ци вошёл в состав аймака Джу-Уд (昭乌达盟) Автономного района Внутренняя Монголия. В 1969 году он вместе с аймаком перешёл в состав провинции Ляонин, в 1979 году возвращён в состав Внутренней Монголии. В 1983 году аймак был преобразован в городской округ Чифэн.

## Расселение
В настоящее время аоханы проживают на территории хошуна Аохан-Ци городского округа Чифэн Внутренней Монголии.
Носители родовой фамилии Уухан в Монголии проживают в Улан-Баторе и на территории аймаков Дорноговь, Сэлэнгэ, Хэнтий и др.